# Neviges
Neviges [ˈneːvɪɡəs] ist ein Stadtbezirk von Velbert im Kreis Mettmann im Land Nordrhein-Westfalen in Deutschland, der von dem Titularort Neviges und zahlreichen Außenortschaften gebildet wird. Bis 1974 war Neviges eine selbständige Stadt im Kreis Düsseldorf-Mettmann. Neviges hat gegenwärtig 18.793 Einwohner (Stand: 1. Januar 2025).

## Geographie
Die Ortschaft liegt im Niederbergischen Land im Tal des Hardenberger Baches. Nach außen grenzt der Velberter Stadtbezirk an Wuppertal, Hattingen (Ennepe-Ruhr-Kreis) und Wülfrath (Kreis Mettmann).

## Name
Der Ortsname Neviges ist abgeleitet von Navigisa, einer alten Bezeichnung für den Hardenberger Bach. Beide Namensbestandteile (nava, gisa) bedeuten so viel wie Gewässer, Fluss. Eine andere Deutung geht vom Namen Navagisa aus, d. h. Nabenstrudel – hiermit werde das Zusammentreffen der drei Nevigeser Täler bezeichnet.
Kurzzeitig war die Bezeichnung Hardenberg-Neviges in Gebrauch, da Neviges mit dem Hardenberger Schloss einer der Hauptorte der Herrschaft Hardenberg war. „Hardenberg“ ist wohl keine Ortsbezeichnung gewesen, sondern der Name geht auf das Geschlecht der „Hardinge“ zurück (Brunhard, Meginhard, Eggihard usw.), die möglicherweise auf dem Berg zwischen Neviges und Tönisheide eine erste Stammburg errichteten, als Ausgangspunkt der Herrschaft Hardenberg.

## Geschichte

### Mittelalter

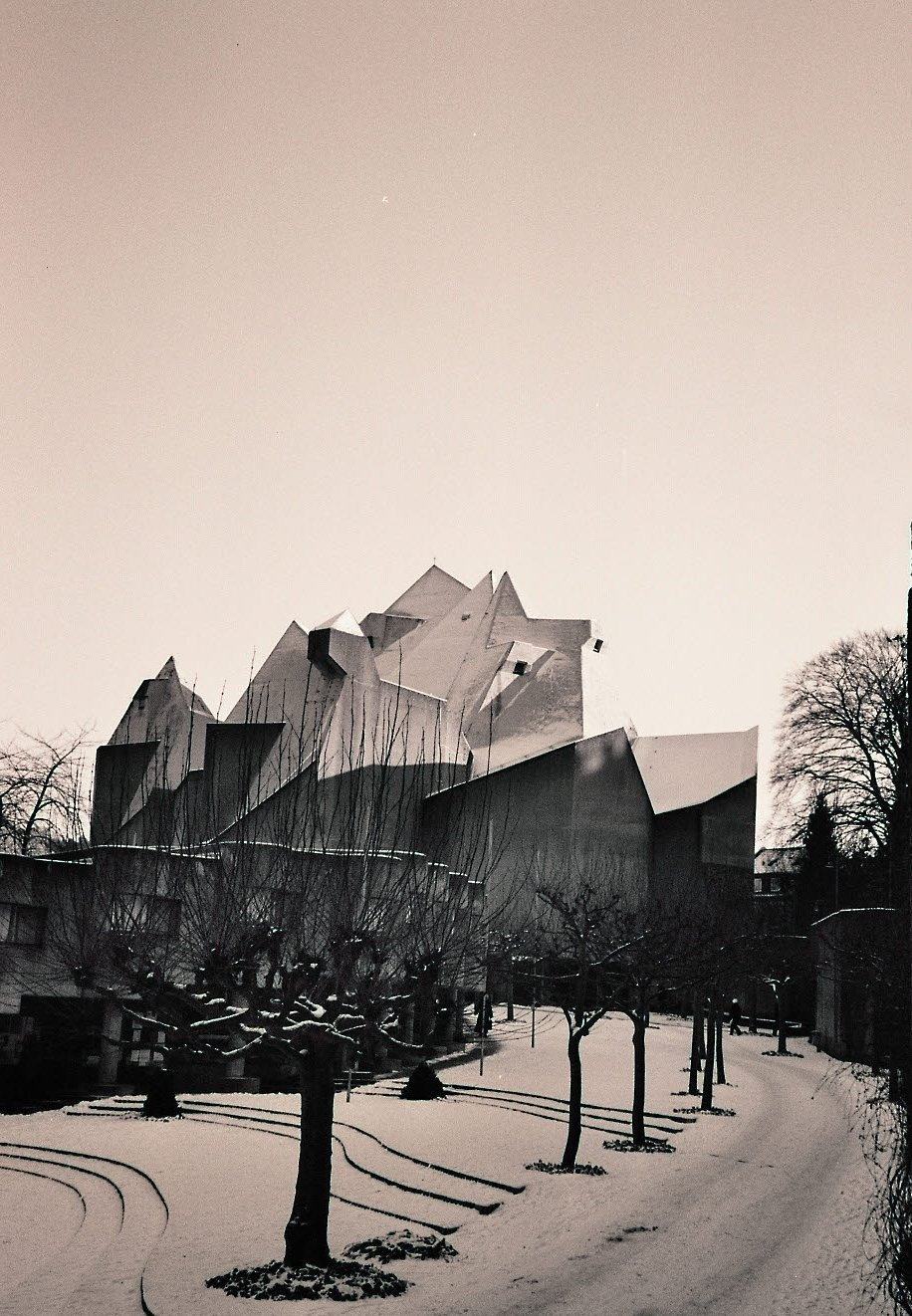
Der Wallfahrtsdom von Neviges

Die älteste Überlieferung erwähnt die Ortschaft 1220 als Bestandteil der unabhängigen Herrschaft Hardenberg. Zum Ortsgebiet gehörten damals 13 Bauerschaften, siehe auch Burg Hardenberg.
Bereits 1354 wurde die Herrschaft von ihrem damaligen Inhaber, dem Ritter Heinrich von Hardenberg, aus finanziellen Gründen an den Grafen Gerhard von Jülich-Berg und Ravensberg verkauft. Nach 142 Jahren, in denen Hardenberg von bergischen Amtleuten verwaltet wurde, ging Neviges 1496 als erbliches Lehen an Bertram von Lützerode über.
Als Unterherrschaft bewahrte sich der Ort eine gewisse Selbständigkeit. Steuer- und Gerichtshoheit verblieben dagegen bis etwa 1806 in Hardenberg. Die größere Unabhängigkeit gegenüber den Landesherren kam unter anderem darin zum Ausdruck, dass sich die Nevigeser bereits 1551 das Recht erkaufen konnten, ohne Einspruch der Herrschaft zu heiraten. 1573 konnten sie zudem die Ablösung von Hand- und Spanndiensten, 1615 die Einschränkung der Wachtdienste erwerben.

### Reformation
Im Gefolge der Reformation wurde Neviges 1589 zum Tagungsort der ersten Bergischen Synode. Der damalige Inhaber der Herrschaft Wilhelm V. (III.) von Bernsau und seine Nachfolger schützten und förderten die Reformation, bis sie 1649 wieder zum Katholizismus zurückkehrten.

### Katholische Wallfahrt
Die Stellung von Neviges als Wallfahrtsort wird auf eine Marienerscheinung des Dorstener Franziskaners Antonius Schirley zurückgeführt. Als der Fürstbischof von Paderborn und Münster, Ferdinand von Fürstenberg, nach schwerer Krankheit unerwartet seine Gesundheit wiedererlangte, unternahm er zum Dank eine Wallfahrt nach Neviges und ermöglichte dort den Bau eines Franziskanerkonvents für 18 Geistliche. 1688 wurde die geistliche Wallfahrt durch den Kölner Generalvikar erlaubt. Papst Clemens XII. sagte allen Hardenberg-Pilgern einen vollkommenen Ablass der Sündenstrafen zu. 1728 wurde die vormalige St.-Anna-Kapelle durch eine größere Klosterkirche ersetzt, die heute die Pfarrkirche von Neviges ist.

### 19. Jahrhundert
In Folge der französischen kommunalen Neuordnung des Großherzogtums Berg entstand die Bürgermeisterei Hardenberg, der neben den Kirchdörfern Neviges (samt Bauerschaft Neviges) und Langenberg die altbergischen Honschaften bzw. Bauerschaften Große Höhe, Kuhlendahl, Kleine Höhe, Untensiebeneick, Obensiebeneick, Dönberg, Richrath, Voßnacken, Dilldorf, Rottberg, Windrath, Nordrath und Wallmichrath angehörten, deren Gebiete heute zu großen Teilen im Velberter Stadtbezirk Neviges liegen.
Bereits 1847 begann in Neviges durch die Prinz-Wilhelm-Bahn zwischen (Essen-)Steele und (Wuppertal-)Vohwinkel das Zeitalter der Eisenbahn. Der alte, seit dem 27. April 2003 stillgelegte Bahnhof ist bis heute erhalten und steht unter Denkmalschutz. In der Folge der Industrialisierung wurde 1861 von der Firma David Peters eine „Unterstützungskasse für Krankheit und Sterbefälle“ eingeführt, die heute noch als vorbildlicher Schritt zu einer betrieblichen Sozialabsicherung gilt.
Die Bürgermeisterei Hardenberg wurde 1859 in die Landbürgermeisterei Hardenberg, bestehend aus der Landgemeinde Hardenberg, und die Stadtbürgermeisterei Langenberg geteilt. Im letzten Drittel des 19. Jahrhunderts bürgerte sich für die Landgemeinde Hardenberg immer mehr die Bezeichnung Hardenberg-Neviges ein; eine amtliche Namensänderung fand allerdings zunächst nicht statt. 1899 wurden Dilldorf sowie Teile von Rottberg und Voßnacken aus der Gemeinde Hardenberg-Neviges in die Gemeinde Kupferdreh im Landkreis Essen umgegliedert.

### 20. Jahrhundert
Hardenberg-Neviges erhielt 1922 das Stadtrecht gemäß der Rheinischen Städteordnung und 1935 den amtlichen Namen Neviges.
1912 errichtete die Westfälische Berggewerkschaftskasse (WBK) Bochum im Schulgarten der damals noch zur Bürgermeisterei Neviges gehörenden Vossnacker Schule eine Magnetische Warte. Sie musste aufgrund der Industrialisierung der Umgebung mit ihren Eisenmassen und vagabundierenden Strömen aus den Oberleitungen der Straßenbahnen aus dem Bochumer Stadtgarten verlegt werden. Dem Hauptlehrer wurden die täglichen Messungen übertragen. Die Warte wurde 1946 stillgelegt, da der zunehmende Stahlausbau der Kohlegruben magnetische Messungen nahezu unmöglich machte.
In den Jahren von 1924 bis 1926 war der spätere Reichspropagandaminister Joseph Goebbels im Rahmen mehrerer Propagandaveranstaltungen zwischen Neviges, Langenberg und Hattingen unterwegs. War er zu Beginn für den "Völkisch-sozialen Block" als Redner in Neviges aktiv, weihte er später in Langenberg die Hattinger Blutfahne der NSDAP ein und ließ sich vom Direktor der Hattinger Henrichshütte seine ersten Schriften finanzieren.
Im Zweiten Weltkrieg stürzte am Abend des 4. November 1944 die viermotorige Handley Page Halifax der RAAF mit Seriennummer LV-936 und Kennung HD-D im Windrather Tal in Neviges ab, nachdem sie Bochum angegriffen hatte. Das Flugzeug flog mit einer 7-köpfigen Besatzung; es wurde von Flak abgeschossen und explodierte bereits in großer Höhe. Alle sieben Besatzungsmitglieder konnten das Flugzeug verlassen; dennoch kamen vier Soldaten in der Folge ums Leben. Der Pilot überlebte durch einen glücklichen Zufall den Abschuss, obwohl er ohne Fallschirm aus dem Flugzeug geschleudert wurde. 2014 recherchierten ehrenamtliche Mitarbeiter des Amtes für Bodendenkmalpflege die Geschichte der Halifax LV-936; es konnten Teile geborgen und der exakte Absturzort nachgewiesen werden. Die Recherche lieferte den bis dahin unbekannten Umstand, dass zumindest ein Besatzungsmitglied mit hoher Wahrscheinlichkeit einem Flieger-Lynchmord und damit einem Kriegsverbrechen zum Opfer gefallen war. Durch Bombenabwürfe wurden in Neviges von 1426 Häusern 26 (1,8 %) völlig zerstört, 28 (1,9 %) schwer und 824 (57,7 %) mittelschwer oder leicht beschädigt.
1968 wurde im Wallfahrtsort Neviges der von dem Architekten Gottfried Böhm als großes Zelt konzipierte Mariendom fertiggestellt und erhielt den Namen Maria, Königin des Friedens. Damit wurde die alte Wallfahrtskirche zur Pfarrkirche der katholischen Ortsgemeinde.
Im Rahmen der Gemeindereform in Nordrhein-Westfalen verlor Neviges am 1. Januar 1975 seine Stadtrechte. Die drei Nachbarstädte Neviges, Langenberg und Velbert wurden zu einer neuen Gemeinde mit dem Namen Velbert und der Bezeichnung Stadt zusammengeschlossen. Der bis dahin zur Stadt Neviges gehörende Ortsteil Dönberg fiel an Wuppertal. Der ehemals Nevigeser Stadtteil Tönisheide wurde dem Stadtbezirk Neviges zugeordnet.

### 21. Jahrhundert
2009 geschah ein spektakuläres Verbrechen, welches auch überregional große Aufmerksamkeit erregte: Im „Fall Kassandra“ hatte ein 14-jähriger Junge einem 9-jährigen Mädchen einen Schädelbruch zugefügt und es anschließend in einen Kanalschacht geworfen. Das zuständige Gericht verurteilte im April 2010 den inzwischen 15 Jahre alten Schüler wegen versuchten Mordes und gefährlicher Körperverletzung zu achteinhalb Jahren Jugendstrafe.
2012 hat der Bezirksausschuss entschieden, den Agnes-Miegel-Weg, den Hermann-Stehr-Weg und den Ina-Seidel-Weg am Wimmersberg umzubenennen, da die Namen der Schriftsteller wegen ihrer offenen Sympathiebekundungen für die Nationalsozialisten in die Kritik geraten waren. Allerdings wurden die Straßen bis heute noch nicht umbenannt und tragen noch ihre alten Namen.

## Wappen

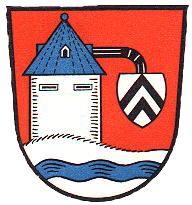
Nevigeser Wappen bis 1974

Das Nevigeser Wappen zeigt einen von vier Türmen des Schlosses Hardenberg mit dem Wappen der Herren von Hardenberg. Das angedeutete Gewässer darunter bezieht sich heraldisch auf den namengebenden, ursprünglich Navigisa heißenden Hardenberger Bach.

## Sehenswürdigkeiten

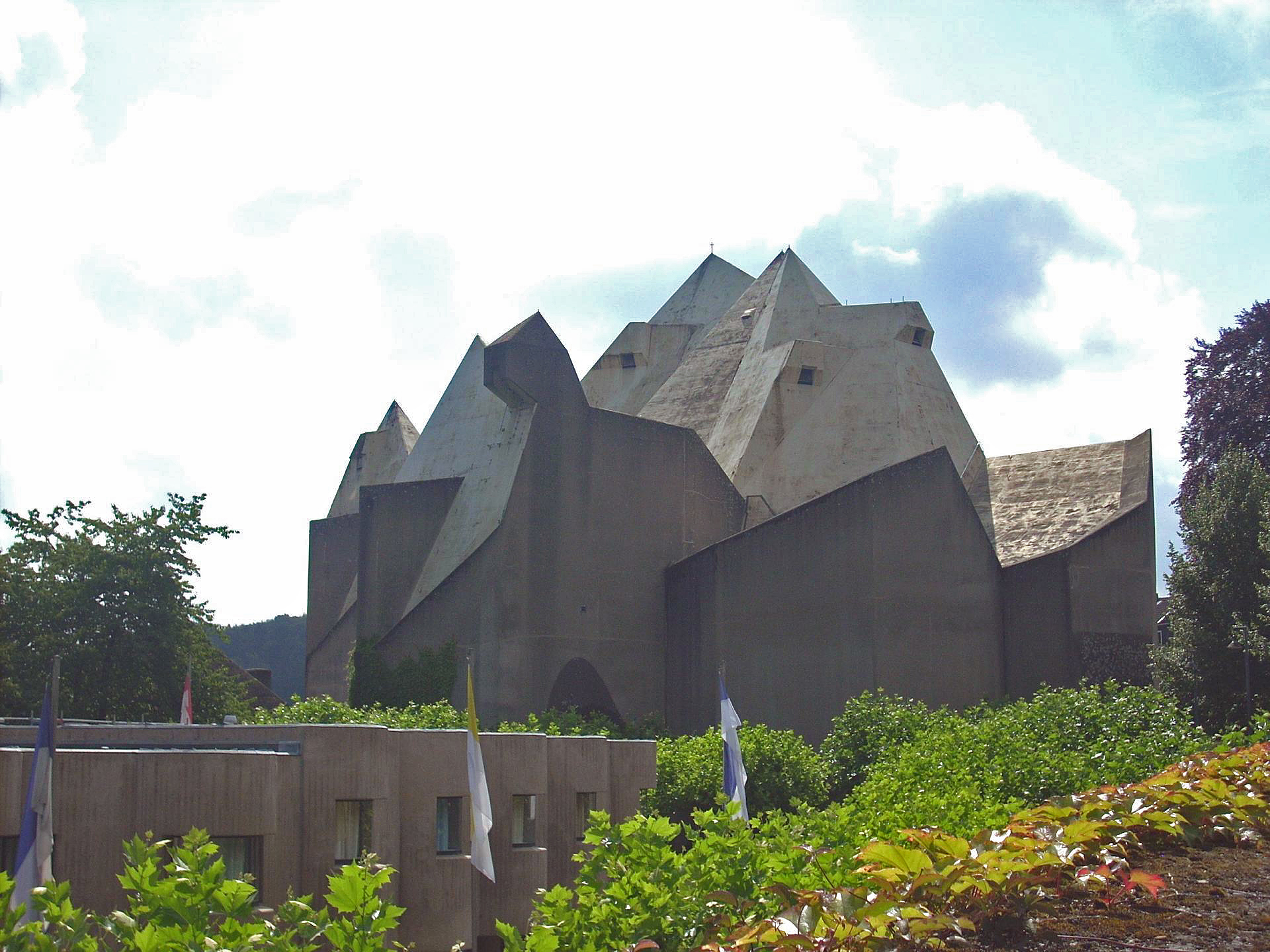
Maria, Königin des Friedens in Neviges – „Felsen aus Beton und Glas“

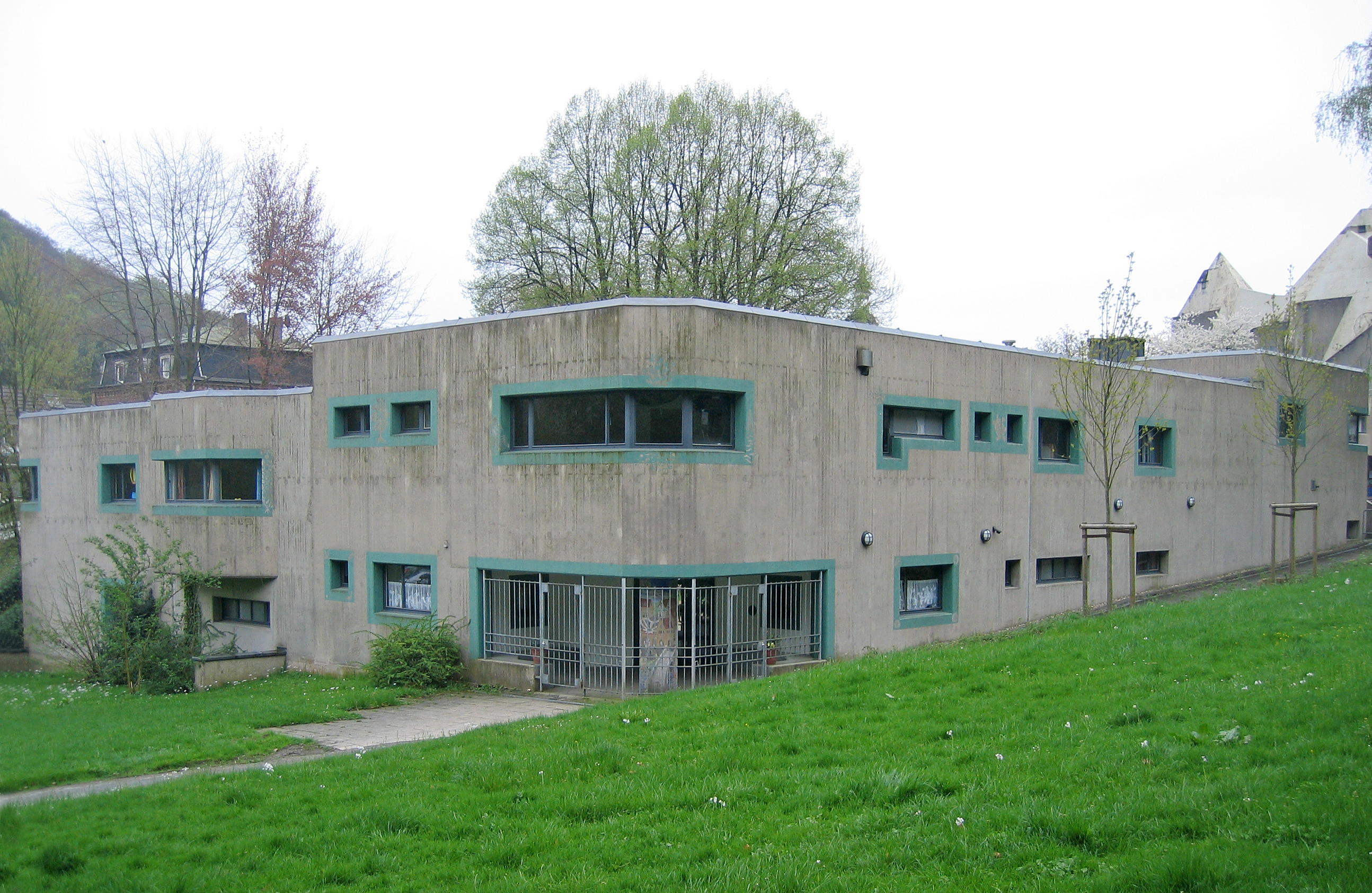
Kindergarten Neviges (Architekt: Gottfried Böhm)

- Nevigeser Wallfahrtsdom Maria, Königin des Friedens, erbaut von 1963 bis 1968 in Gestalt eines Felsendoms nach Plänen von Gottfried Böhm
- Römisch-katholische Kirche St. Mariä Empfängnis mit ehemaligem Franziskanerkloster Hardenberg-Neviges
- Marienberg, Andachts- und Ausflugsstätte der Marienwallfahrt mit Rosenkranzstationen
- Kreuzberg, Andachtsstätte der Marienwallfahrt mit Kreuzweg
- Schloss Hardenberg Wasserschloss aus dem 13. Jahrhundert
- Historischer Stadtkern aus bergischen Fachwerkhäusern um die alte Evangelische Stadtkirche
- Villa Petershall von 1877/1879 von dem Textilfabrikanten David Peters III.; Architekt: Julius Carl Raschdorff

## Wirtschaft, Verkehr, Infrastruktur

### Wirtschaft
Die Wirtschaft ist dominiert durch mittelständische Industriebetriebe, die unter anderem in der Metallverarbeitung tätig sind. Ein anderer wichtiger Zweig ist die Landwirtschaft, besonders im Windrather Tal.

### Verkehr
Neviges ist seit 2003 durch eine zweigleisige S-Bahn-Linie (S 9), die auf der Strecke der historischen Prinz-Wilhelm-Eisenbahn über die Verbindung durch das Niederbergische Land verkehrt, an die Städte Essen im Norden und Wuppertal im Süden angebunden. Die Züge enden in nördlicher Richtung am Bahnhof Haltern.
Ein Haltepunkt befindet sich im Zentrum von Neviges, ein anderer am südlichen Stadtrand im Wohngebiet Siepen (Velbert-Rosenhügel). Die planmäßige Fahrtzeit vom Zentrum beträgt 26 Minuten zum Essener Hauptbahnhof und 22 Minuten zum Hauptbahnhof Wuppertal. Seit Dezember 2019 hält der Wupper-Lippe-Express als Schnellverbindung und mit geändertem Ziel (Wesel statt Haltern). Die Frequenz der S-Bahn ist zu seiner Verkehrszeit auf einen Halbstundenrhythmus geändert worden. Außerdem bestehen Buslinien zum ZOB Velbert, in den Ortsteil Langenberg sowie nach Wuppertal.
Die A 535 verbindet Neviges nicht nur mit Velbert Mitte und weiter über die A 44 mit Essen, sondern über das Sonnborner Kreuz in Wuppertal auch mit der A 46.

### Sport
- 1862 wurde der Nevigeser Turnverein gegründet. Die Schwerpunkte sind Turnen, Handball, Leichtathletik und Jazz Dance.
- Seit 1945 gibt es den TuS Neviges als Breitensportverein. Die Schwerpunkte sind Fußball, Tischtennis, Tennis und Gymnastik.
- Nach Errichtung des Nevigeser Schwimmbads wurde 1974 der Schwimmverein Neviges gegründet. Sowohl das Herren- als auch das Damenteam waren zeitweilig in der 2. Bundesliga vertreten. Herausragende sportliche Erfolge waren der zweite Platz bei der Europameisterschaft in der Lagen-Mixed-Staffel und der Gewinn einer Bronzemedaille 1995 durch die Freistilstaffel.
- Seit 1969 besteht der Nevigeser Tennisclub ntc-1969. Auf sieben Außenplätzen, an einer Ballwand und in einer Zweifeld-Tennishalle kann das ganze Jahr Tennis gespielt werden.

### Freizeit
- Hallen- und Freibad mit Wellenanlage
- Minigolfanlage am Schloss Hardenberg
- Theater in der Vorburg des Schloss Hardenberg
- Musikschule
- Mountainbikestrecken rund um Neviges
- Skatepark im Siepen
- Schlittenstrecke „Kuhpiste“ am Pöthen
- Rhythmus-Chor Velbert-Neviges e. V.[16], ein 1971 gegründeter Kinder und Jugendchor, der 2020 von der Beauftragten der Bundesregierung für Kultur und Medien als kulturelle Einrichtung anerkannt wurde.

### Kirchen und Religionen
- Evangelisch-reformierte Kirchengemeinde Neviges mit Stadtkirche und einer im Ortsteil Siepen in den 1960er Jahren erbauten Kirche. In Neviges gibt es seit Jahrhunderten – für einen römisch-katholischen Wallfahrtsort ungewöhnlich – eine evangelische Mehrheit.
- Freikirche der Siebenten-Tags-Adventisten Neviges, Am Rosenhügel.[17]
- Römisch-katholischer Nevigeser Wallfahrtsdom Maria, Königin des Friedens, Hauptkirche der Marienwallfahrt Neviges.
- Römisch-katholische Kirche St. Mariä Empfängnis.
- Franziskanerkloster, gegründet 1675 zur Betreuung der Wallfahrt.[18] Es wurde aufgrund Nachwuchsmangels in der Deutschen Franziskanerprovinz zum 31. Januar 2020 aufgegeben.[19] Im September 2021 hat die Gemeinschaft St. Martin („Communauté Saint Martin“) eine Niederlassung im bisherigen Franziskanerkloster gegründet und trägt die Seelsorge in der Wallfahrt und in der Pfarrei von Neviges und Tönisheide.[20]
- Kreuzweg auf dem Kreuzberg.
- Wallfahrtsberg Marienberg mit Marienkapelle.
- Die Katholische Pfarrkirche Christi Auferstehung, Neviges-Siepen, wurde 2007 abgerissen.[21] An der Stelle befindet sich nun eine Wohnbebauung, während der Glockenturm auf dem katholischen Friedhof weitere Verwendung fand.

## Söhne und Töchter des Ortes
- Christian Cochius (auch Coch oder Koch; 1632–1699), reformierter Theologe, Hof- und Domprediger in Berlin
- Johann Jacob Günther (1771–1852), Mediziner, Medizinalrat und praktischer Arzt in Köln
- Johann Adolph Koettgen (1777–1838), Unternehmer und Schriftsteller
- Clemens Menken (1812–1907), Landgerichtsrat und Reichstagsabgeordneter von 1877 bis 1893
- Franz Wilhelm Sonreck (1822–1900), Orgelbauer
- Ernst Vowinckel (1828–1904), Reichstagsabgeordneter
- David Peters III. (1837–1891), Textilfabrikant und Gutsbesitzer
- Emil Hagmann (1872–1919), Politiker
- Magnus Heimannsberg (1881–1962), Leiter der Schutzpolizei in Berlin von 1929 bis 1932
- Eberhard Koch (1892–1955), Physiologe und Hochschullehrer
- Gustav Richter (1897–1996), Jurist
- Siegfried Kappe-Hardenberg (1915–1989), Journalist und Verleger
- Gerd Rück (* 1938), in Tönisheide geborener Karnevalist und Pädagoge
- Ted Power, bürgerlich Horst Daum (1948–2010), Schlagersänger
- Dirk Dobke (* 1966), Kunsthistoriker
- Jacqueline Montemurri (* 1969), Schriftstellerin, lebt seit 2002 in Neviges
- Uğur Işılak (* 1971), Musiker und Komponist (türkische Volksmusik)